# Дювентрю, Дилан
Дила́н Людови́к Дювентрю́-Юре́ (фр. Dylan Ludovic Duventru-Huret; род. 3 января 1989, Вильпент) — французский футболист, полузащитник.

## Клубная карьера
Начинал заниматься футболом в парижском молодёжном клубе, после чего в 2002 году попал в школу «Сошо», где выступал на молодёжном уровне. Первым профессиональным клубов в карьере Дювентрю стал португальский «Маритиму», в составе которого он дебютировал в чемпионате Португалии 2 мая 2010 года в матче против «Витории» из Сетубала. Француз появился на поле на 64-й минуте вместо автора первого гола в матче бразильца Тшо. Это был единственный матч для него в сезоне. В следующем сезоне дебютировал в еврокубках. 5 августа 2010 года в ответном матче 3-го квалификационного раунда Лиги Европы против валлийского «Бангор Сити» Дювентрю на 80-й минуте появился на поле.
По окончании контракта с португальским клубом Дювентрю вернулся во Францию, где на протяжении четырёх сезонов играл за «Компьень» и «Мант», выступавших в Насьонале 2.
30 августа 2016 года перебрался на Кипр, подписав контракт с «Алки Ороклини». В его составе дебютировал во втором дивизионе 17 сентября в домашней игре с ПАЕЕК. В следующей игре с «Этникосом» из Ассии забил свой первый гол, отличившись на 90-й минуте и установив окончательный счёт в матче 2:0. По итогам сезона «Алки Ороклини» стал победителем первенства и завоевал путевку в высший дивизион. Француз принял участие в 26 матчах, в которых забил 9 мячей. 17 августа 2017 года сыграл первую игру в кипрском Дивизионе А против «Этникоса» из Ахны.
13 июля 2018 года подписал однолетний контракт с азербайджанской «Зирей». Первый матч за новый клуб провёл 18 августа на домашнем стадионе против «Кешли», выйдя в стартовом составе, но результативными действиями не отметившись. 22 сентября забил свой первый года за «Зирю», сравняв на 33-й минуте счёт во встрече с «Нефтчи». Однако, это не помогло его команде набрать очки. Игра завершилась со счётом 2:1 в пользу соперника. По итогам сезона «Зиря» заняла пятое место в турнирной таблице, а Дювентрю записал на свой счёт один мяч в 20 играх.

## Достижения
Алки Ороклини
- Победитель второго дивизиона: 2016/17

## Клубная статистика
| Выступление          | Выступление      | Выступление      | Лига | Лига | Кубки | Кубки | Конт.кубки | Конт.кубки | Итого | Итого |
| Клуб                 | Лига             | Сезон            | Игры | Голы | Игры  | Голы  | Игры       | Голы       | Игры  | Голы  |
| -------------------- | ---------------- | ---------------- | ---- | ---- | ----- | ----- | ---------- | ---------- | ----- | ----- |
| Маритиму             | Примейра         | 2009/10          | 1    | 0    | 0     | 0     | 0          | 0          | 1     | 0     |
| Маритиму             | Примейра         | 2010/11          | 1    | 0    | 1     | 0     | 1          | 0          | 3     | 0     |
| Маритиму             | Итого            | Итого            | 2    | 0    | 1     | 0     | 1          | 0          | 4     | 0     |
| Компьень             | Насьональ 2      | 2012/13          | 23   | 3    | 1     | 0     | 0          | 0          | 24    | 3     |
| Компьень             | Итого            | Итого            | 23   | 3    | 1     | 0     | 0          | 0          | 24    | 3     |
| Мант                 | Насьональ 2      | 2013/14          | 16   | 1    | 0     | 0     | 0          | 0          | 16    | 1     |
| Мант                 | Насьональ 2      | 2014/15          | 16   | 1    | 0     | 0     | 0          | 0          | 16    | 1     |
| Мант                 | Насьональ 2      | 2015/16          | 29   | 5    | 3     | 0     | 0          | 0          | 32    | 5     |
| Мант                 | Итого            | Итого            | 61   | 7    | 3     | 0     | 0          | 0          | 64    | 7     |
| Алки Ороклини        | Дивизион В       | 2016/17          | 25   | 9    | 1     | 0     | 0          | 0          | 26    | 9     |
| Алки Ороклини        | Дивизион А       | 2017/18          | 35   | 2    | 1     | 0     | 0          | 0          | 36    | 2     |
| Алки Ороклини        | Итого            | Итого            | 60   | 11   | 2     | 0     | 0          | 0          | 62    | 11    |
| Зиря                 | Премьер-лига     | 2018/19          | 20   | 1    | 4     | 0     | 0          | 0          | 24    | 1     |
| Зиря                 | Итого            | Итого            | 20   | 1    | 4     | 0     | 0          | 0          | 24    | 1     |
| Сабаил               | Премьер-лига     | 2019/20          | 0    | 0    | 0     | 0     | 2          | 1          | 2     | 1     |
| Сабаил               | Итого            | Итого            | 0    | 0    | 0     | 0     | 2          | 1          | 2     | 1     |
| Олимпиакос (Никосия) | Дивизион А       | 2019/20          | 20   | 4    | 1     | 0     | 0          | 0          | 21    | 4     |
| Олимпиакос (Никосия) | Итого            | Итого            | 20   | 4    | 1     | 0     | 0          | 0          | 21    | 4     |
| Неа Саламина         | Дивизион А       | 2020/21          | 11   | 0    | 1     | 0     | 0          | 0          | 12    | 0     |
| Неа Саламина         | Итого            | Итого            | 11   | 0    | 1     | 0     | 0          | 0          | 12    | 0     |
| Всего за карьеру     | Всего за карьеру | Всего за карьеру | 197  | 26   | 13    | 0     | 3          | 1          | 213   | 27    |